# Avenue George V
L'avenue George-V è un viale parigino dell'VIII arrondissement nel quartiere degli Champs-Élysées (29º quartiere di Parigi), lungo 730 metri e largo 40.

## Situazione e accesso
Esso parte dalla place de l'Alma per terminare al 99 di avenue des Champs-Élysées e delimita a ovest il cosiddetto triangolo d'oro.
L'avenue George-V annovera gli indirizzi più prestigiosi di Parigi. Vi si trovano effettivamente delle boutique di lusso, ma anche palazzi lussuosi, ristoranti e locali notturni. I più celebri tra loro sono l'hôtel George-V, famoso palazzo della capitale in stile Art déco e il cabaret Crazy Horse, uno dei più celebri cabaret parigini. Il viale ospita anche due ambasciate: quella della Repubblica popolare cinese e quella di Spagna. 
Due sono le linee del Metrò che servono il viale: 
- Estremità nord (avenue des Champs-Élysées):  stazione George V della linea
- Estremità sud (ponte dell'Alma):  stazione Alma – Marceau della linea

## Origine del nome

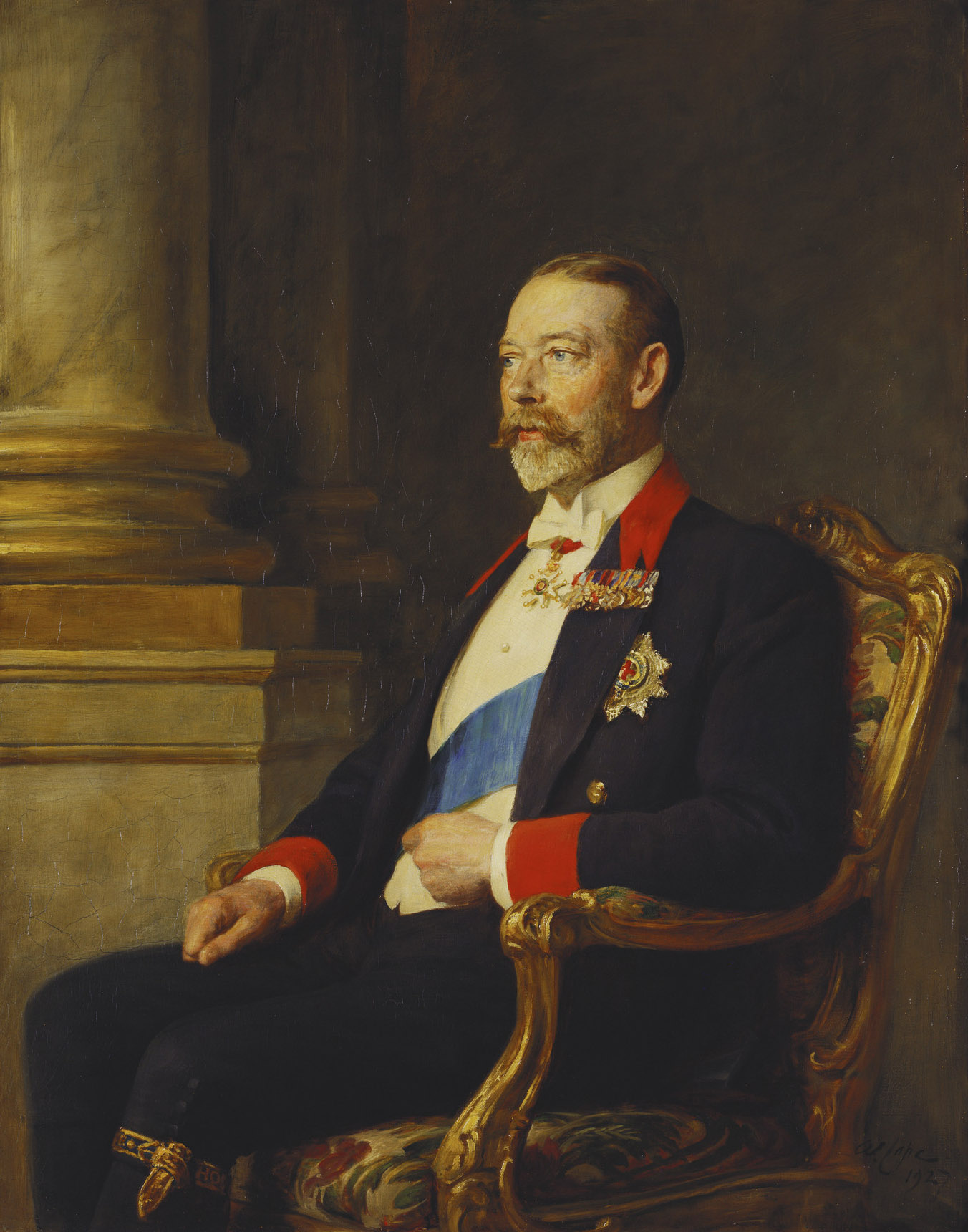
Il re Giorgio V.

La denominazione del viale rende omaggio al re del Regno Unito Giorgio V.

## Storia

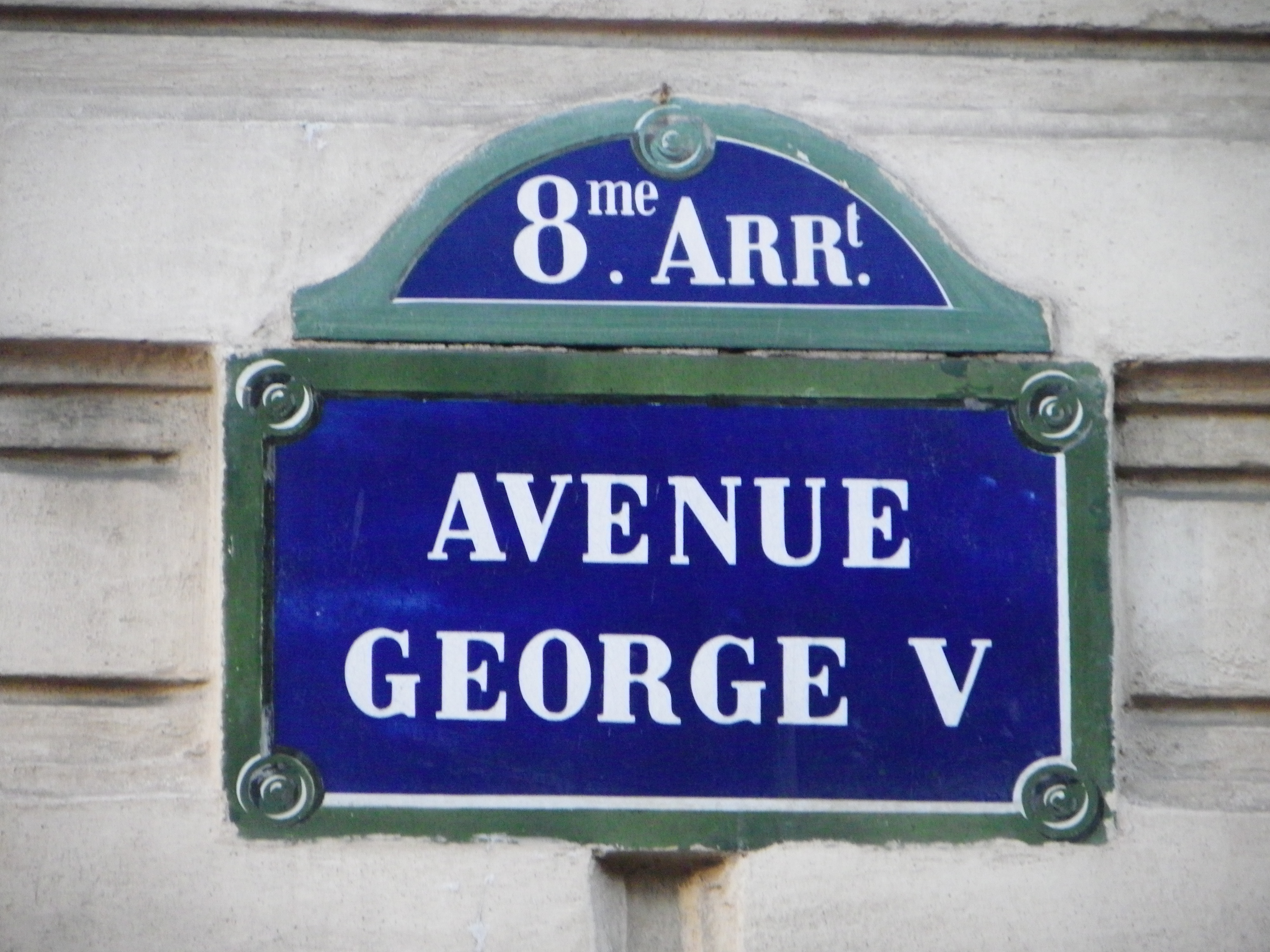
Placca indicatrice dell'avenue Giorgio V a Parigi

Anticamente "avenue de l'Alma", il viale ha preso l'attuale denominazione il 14 luglio 1918.
All'angolo di questo viale e dell'avenue del Presidente Wilson (allora parte dell'avenue du Trocadéro), si trovava, tra il 1877 e il 1893 l'ippodromo.
André Becq de Fouquières osservò nel 1953: 
(André Becq de Fouquières, Mon Paris et mes Parisiens, Paris, Pierre Horay, 1953, vol. I, pp. 105-106)